# Neulauba
Neulauba ist ein Ortsteil der Gemeinde Beiersdorf im Landkreis Görlitz.

## Geografie

### Lage
Neulauba liegt im westlichen Teil des Landkreises im Lausitzer Bergland in den Ausläufern der Bieleboh-Bergkette. Westlich der Ansiedlung entspringt das Beiersdorfer Wasser. Nördlich erhebt sich der Galgenberg (423 m), südöstlich der Lochberg (435 m), südlich der Haderberg (420 m), westlich der Bieleboh (499 m) und nordwestlich der Kuhberg (455 m) und der Wuissigberg (429 m).

### Nachbarorte
| Zeile         | Neudorf                                     | Lauba                 |
| Beiersdorf    | Kompassrose, die auf Nachbargemeinden zeigt | Lehdehäuser, Der Sand |
| Schmiedenthal | Schönbach                                   | Schönbach             |

### Straßen
Sämtliche Häuser des Ortsteils liegen an der Neulaubaer Straße.

## Geschichte

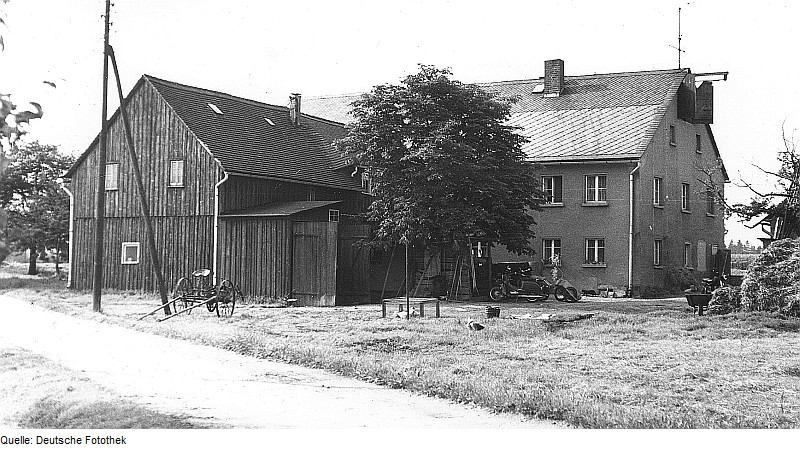
Ehemaliges Windmühlengehöft in Neulauba

Neulaube wurde 1770 durch den Besitzer der beiden Laubaer Rittergüter, Peter August von Schönberg, auf den Fluren des Gutes Ober-Lauba, unmittelbar an der Grenze der Oberlausitz zur kursächsischen Exklave Beiersdorf-Spremberg gegründet. Die neue Siedlung schloss sich direkt an die Oberbeiersdorfer Bebauung an und bestand zu Beginn des 19. Jahrhunderts nur aus einer Häuserzeile rechtsseitig des über den Sattel zwischen Galgenberg und Lochberg nach Lauba führenden Weges. Im Laufe des 19. Jahrhunderts entstand entlang der linken Wegseite eine zweite Häuserzeile. Mit der Errichtung der neuen Straße von Beiersdorf nach Altlauba, die nördlich an Neulauba in Richtung Neudorf vorbeiführte, geriet das Dorf in eine abseitige Lage. Auf den Hügeln um Neulauba wurden im 18. und 19. Jahrhundert mehrere Windmühlen angelegt. Drei davon standen auf dem zu Schmiedenthal gehörigen Haderberg und dessen Ausläufern. Nördlich von Neulauba befand sich gegenüber der Neuen Schenke auch eine Windmühle auf Neulaubaer Flur.
1853 wurde Neulauba mit Altlauba und Neudorf-Lauba zu einer Gemeinde Lauba vereint. Im Zuge der Auflösung der Gemeinde Lauba wurde Neulauba am 1. April 1939 aus Gründen des öffentlichen Wohls nach Beiersdorf, Altlauba und Neudorf-Lauba hingegen nach Lawalde eingemeindet. Auch nach der 1945 nach Kriegsende erfolgten Wiedererrichtung der Gemeinde Lauba verblieb Neulauba bei Beiersdorf.
Beim Zensus vom 9. Mai 2011 bestand Neulauba aus 23 Wohngebäuden, in denen 47 Personen lebten. Das Durchschnittsalter lag mit 56,3 Jahren weit über dem Gemeindedurchschnitt. Die Überalterung in Neulauba ist durch einen Altenquotienten von 53 und einen Jugendquotienten von 3 deutlich erkennbar.

### Verwaltungszugehörigkeit
1777: Bautzener Kreis, 1843: Landgerichtsbezirk Löbau, 1856: Gerichtsamt Löbau, 1875: Amtshauptmannschaft Löbau, 1952: Kreis Löbau, 1994: Landkreis Löbau-Zittau, 2008: Landkreis Görlitz.

## Ortsbild
Neulauba ist eine Häuslersiedlung; einige Häuser sind mit Umgebinde.

## Persönlichkeiten
- Alfred Herzog (1895–1988), Maler